# Jining (Ulanqab)

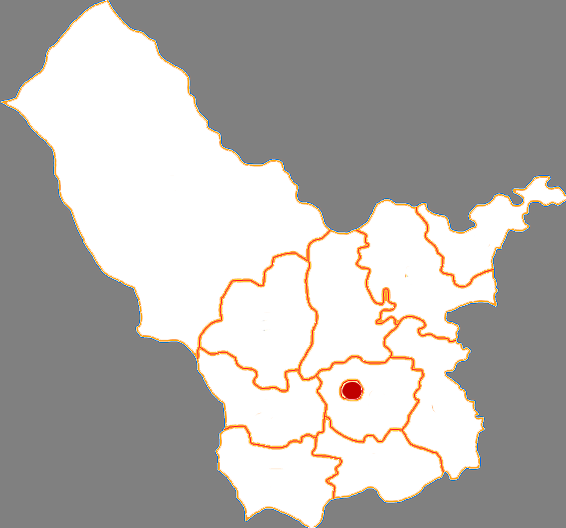
Lage Jinings in Ulanqab

Der Stadtbezirk Jining (chinesisch 集宁区, Pinyin Jíníng Qū; mongolisch ᠵᠢᠨᠢᠩ ᠲᠣᠭᠣᠷᠢᠭ Jiniŋ toɣoriɣ) ist ein Stadtbezirk der bezirksfreien Stadt Ulanqab im Zentrum des Autonomen Gebiets Innere Mongolei im Norden der Volksrepublik China. Er hat eine Fläche von 114 km² und zählt ca. 260.000 Einwohner (2004). Er ist Sitz der Stadtregierung und Verwaltungszentrum.
Koordinaten: 41° 2′ N, 113° 7′ O